# Massimo Pupillo (Regisseur)
Domenico Massimo Pupillo (* 7. Juli 1929 in Rodi Garganico; † 12. Dezember 1999 in Rom) war ein italienischer Drehbuchautor, Filmproduzent und Filmregisseur. Er trat auch unter dem Pseudonym Max Hunter in Erscheinung.

## Leben
Die biografischen Angaben zu Pupillo weichen stark voneinander ab. So wird der 7. Juli 1929 in Rodi Garganico oder San Severo sowie der Januar 1922 in Rodi Garganico als Geburtsdatum angegeben.  Er verbrachte einige Zeit während des Zweiten Weltkrieges auf Partisanenseite in Frankreich, wo er später auch erste Erfahrungen als Regieassistent sammeln konnte. Eine eigenständige Tätigkeit als Filmemacher begann er Ende der 1950er Jahre als Dokumentarist. Daneben war er 1961 für einen Fernsehfilm und kurz darauf für mittellange Kinderfilme verantwortlich. Neben Drehbüchern für Genrefilme anderer Regisseure drehte Pupillo zwischen 1964 und 1969 etliche rein kommerziellen Werke, die er meist als Max Hunter zeichnete. Dabei erreichte im Lauf der Jahre vor allem sein 1965 entstandener  Scarletto – Schloß des Blutes Kultstatus als Beispiel trashigen Horrors. In den 1970er und 1980er Jahren arbeitete Pupillo für das Fernsehen; so für Rai 3, für das er Filme für die Erziehungsarbeit schuf.
Pupillo war seit 1959 mit Paulette Farjon verheiratet. Sein Sohn Massimo ist als Musiker erfolgreich.
Das ihm oftmals zugeschriebene Pseudonym „Ralph Zucker“ ist der Realname eines Produzenten, für den sich das Geburtsjahr 1940 und das Sterbedatum 28. Mai 1982 in Los Angeles nachweisen lassen.

## Filmografie (Auswahl)
Regie
- 1961: Teddy, l'orsacchiotto vagabondo (Dokumentation)
- 1961: Gli amici dell'isola (Kurzfilm)
- 1965: 5 tombe per un medium (realiter; & Ko-Produktion)
- 1965: Scarletto – Schloß des Blutes (Il boia scarlatto)
- 1966: Das Folterhaus der Lady Morgan (La vendetta di Lady Morgan)
- 1967: Django tötet leise (Bill il taciturno)
- 1969: Perfektion der Liebe (L'amore, questo sconosciuto) (& Drehbuch)
- 1970: Giovane Italia, Giovane Europa – Maeternick (Fernsehfilm)
- 1981: Sajana, l'audace impresa

Drehbuch
- 1964: Primitive Liebe (L’amore primitivo)